# 圣彼得巴斯特尔区
圣彼得巴斯特尔区是聖基茨和尼維斯的14個區之一，位於聖基茨島東部，北鄰聖瑪麗卡永區，東臨加勒比海，南毗圣彼得巴斯特尔区，西接特立尼提帕美托角區，首府設於芒基希尔，面積21平方公里，2001年人口3,472，人口密度每平方公里165.33人。